# Срвандзтянц, Гарегин
Гарегин Аветисович Срвандзтянц (Срвандзтян) (арм. Գարեգին Ավետիսի Սրվանձտյանց (Սրվանձտյան); 17 ноября 1840, Ван, Ван — 17 ноября 1892, Константинополь) — армянский филолог, фольклорист, этнограф, писатель, религиозный и общественный деятель. Епископ Армянской апостольской церкви, настоятель монастыря Сурб Карапет. Записал средневековый эпос «Давид Сасунский».

## Биография
Родился 17 ноября 1840 года в армянском квартале Айгестан города Ван, Османская империя. Обучался в начальной школе там же и в школе «Жарангаворац» при монастыре Варагаванк неподалёку от Вана, работал в последней учителем.
В Варагаванке познакомился с Мкртичем Хримяном, будущим католикосом всех армян Мктричем I. Печатался в издаваемом Хримяном журнале «Арцви Васпуракан», занимая должность заместителя главного редактора. Писал статьи об армянском национально-освободительном движении.
В 1862 году работал директором школы «Жарангаворац» при монастыре Сурб Карапет около Муша. В 1863—1865 годах работал главным редактором двухнедельной газеты «Арцвик Тароно», начавшей публиковаться незадолго до этого.
Помимо этого работал в других периодических изданиях: «Масис» в Константинополе, «Восточная печать» в Смирне, «Крунк Айоц Ашхари» и «Пчела Армении» в Тифлисе.
В 1860—1861 годах вместе с Мкртичем Хримяном путешествовал по населённым армянами провинциям Османской империи и проповедовал. В своих трудах описывал страдания армянского народа, вследствие чего привлёк внимание османских властей и был взят под тайный надзор.
В 1864 году Арутюном (Веапетяном) рукоположен в архимандриты в Карине (Эрзеруме) и отправлен в Ван в качестве проповедника. В 1866 года служил священником в Константинополе и опубликовал там учебник «Новая читальня» (арм. Նոր ընթերցարան; переиздавался в 1875 и 1884 годах).
В 1867—1869 годах работал инспектором местных школ в Карине. В 1869 году назначен заместителем настоятеля монастыря Сурб Карапет.
По инициативе Срвандзтянца в начале 1870-х годов были открыты школы более чем в 20 населённых пунктах в окрестностях Муша, Буланыка и Малазгирта, а также в четырёх монастырях области Тарон, в которых суммарно обучалось около тысячи учеников. Также по его инициативе в 1870 году в Ване была открыта первая женская школа Сандхтян.
В 1872 году Срвандзтянц участвовал в создании тайного национально-освободительного кружка «Союз во имя спасения» в Ване, позднее участвовал в работе тайной патриотической организации «Чёрный крест» там же.
После русско-турецкой войны 1877—1878 годов патриарх Константинопольский Нерсес II Варжапетян направил Срвандзтянца в поездку по населённым армянами провинциям Османской империи для проведения исследований. Во время поездки Срвандзтянц ознакомился с жизнью и бытом армянского народа, записал образцы местного фольклора и описал народные обычаи.
В 1879—1881 годах состоял викарием в Ване. В 1881 году покинул Ван по приказу османских властей.
В мае 1886 года был рукоположен в епископы в Эчмиадзине. В 1880-х годах являлся главой епархий Харберда, Багеша, Трапезунда и Тарона. Одновременно служил настоятелем монастыря Сурб Карапет.
В 1888 году был обвинён османскими властями в неблагонадёжности, отстранён от должности и отправлен в Константинополь. Там работал в церкви Святой Троицы в Пере, а также преподавал религию в школе «Гетронаган».
Умер 17 ноября 1892 в армянской больнице Сурб Пркич в Константинополе после тяжелой и продолжительной болезни. Похоронен на армянском кладбище в константинопольском районе Шишли.

## Литературная деятельность
Написал театральные постановки «Трагедия великого Саака Партева и падение Арташира Аршакуни» (арм. Ողբերգություն մեծին Սահակայ Պարթևի և անկումն Արտաշրի Արշակունվո; 1860-е — 1870-е года) и «Шушан Шаваршана» (Շուշան Շավարշանա; 1875), посвящённые патриотической тематике.
В 1874 году опубликовал сборник «Гроц у бротц» (Գրոց ու բրոց), в котором был впервые записан средневековый армянский эпос «Давид Сасунский». Срвандзтянц записал его со слов крестьянина по имени Крпо, жившего в селе Арнист неподалёку от Муша.
Также в 1874 году опубликовал книгу «Хноц ев нороц» (Հնոց և նորոց), содержащую ценные материалы о Мовсесе Хоренаци и Давиде Анахте. В 1876 году выпустил сборник армянского фольклора «Манана» (Մանանա), в 1884 году — путевые заметки «Амов отов» (Համով–հոտով), на основе одной из историй которых Ованес Шираз в 1955 году написал поэму, в 1879 и 1888 года — двухтомный «Торос акбар» (Թորոս Աղբար).

## Награды
- Почётный член Петербургского Императорского археологического общества[3].